# Olympische Sommerspiele 2012/Teilnehmer (Algerien)
| Gelbes Symbol für Goldmedaillen mit stilisierten Olympischen Ringen | Graues Symbol für Silbermedaillen mit stilisierten Olympischen Ringen | Braundes Symbol für Bronzemedaillen mit stilisierten Olympischen Ringen |
| ------------------------------------------------------------------- | --------------------------------------------------------------------- | ----------------------------------------------------------------------- |
| 1                                                                   | —                                                                     | —                                                                       |

Algerien nahm in London an den Olympischen Spielen 2012 teil. Es war die insgesamt elfte Teilnahme an Olympischen Sommerspielen. Das Comité Olympique Algérien nominierte 39 Athleten in zwölf Sportarten.

## Flaggenträger
Der Boxer Abdelhafid Benchabla trug die Flagge Algeriens während der Eröffnungsfeier.

## Medaillen

### Medaillenspiegel
| Medaillenspiegel Algerien |                |                              |                           |                           |        |
| Platz                     | Sportart       | Goldmedaille – Olympiasieger | Silbermedaille – 2. Platz | Bronzemedaille – 3. Platz | Gesamt |
| 1                         | Leichtathletik | 1                            | —                         | —                         | 1      |
| Total                     | Total          | 1                            | —                         | —                         | 1      |

### Medaillengewinner

#### Gold
| Name              | Sportart       | Wettkampf     |
| ----------------- | -------------- | ------------- |
| Taoufik Makhloufi | Leichtathletik | 1500 m Männer |

## Teilnehmer nach Sportarten

### Boxen
| Athleten               | Wettbewerb                   | 1. Runde             | 1. Runde | Achtelfinale                 | Achtelfinale  | Viertelfinale   | Viertelfinale | Halbfinale    | Halbfinale    | Finale        | Finale        | Rang |
| Athleten               | Wettbewerb                   | Gegner               | Ergebnis | Gegner                       | Ergebnis      | Gegner          | Ergebnis      | Gegner        | Ergebnis      | Gegner        | Ergebnis      | Rang |
| ---------------------- | ---------------------------- | -------------------- | -------- | ---------------------------- | ------------- | --------------- | ------------- | ------------- | ------------- | ------------- | ------------- | ---- |
| Männer                 |                              |                      |          |                              |               |                 |               |               |               |               |               |      |
| Mohamed Flissi         | Halbfliegengewicht bis 49 kg | Kaeo Pongprayoon     | 11:19    | ausgeschieden                | ausgeschieden | ausgeschieden   | ausgeschieden | ausgeschieden | ausgeschieden | ausgeschieden | ausgeschieden | 32   |
| Samir Brahimi          | Fliegengewicht bis 52 kg     | Jackson Darren Woods | 14:12    | Misha Aloian                 | 9:14          | ausgeschieden   | ausgeschieden | ausgeschieden | ausgeschieden | ausgeschieden | ausgeschieden | 16   |
| Mohammed Amine Ouadahi | Bantamgewicht bis 56 kg      | -                    | -        | William Encarnacion Alcantra | 16:10         | Satoshi Shimizu | 15:17         | ausgeschieden | ausgeschieden | ausgeschieden | ausgeschieden | 8    |
| Abdelkader Chadi       | Leichtgewicht bis 60 kg      | Fathi Keles          | 8:15     | ausgeschieden                | ausgeschieden | ausgeschieden   | ausgeschieden | ausgeschieden | ausgeschieden | ausgeschieden | ausgeschieden | 32   |
| Ilyas Abbadi           | Weltergewicht bis 69 kg      | Fred Evans           | 10:18    | ausgeschieden                | ausgeschieden | ausgeschieden   | ausgeschieden | ausgeschieden | ausgeschieden | ausgeschieden | ausgeschieden | 32   |
| Abdelmalek Rahou       | Mittelgewicht bis 75 kg      | Jesse Ross           | 13:11    | Ryōta Murata                 | 12:21         | ausgeschieden   | ausgeschieden | ausgeschieden | ausgeschieden | ausgeschieden | ausgeschieden | 16   |
| Abdelhafid Benchabla   | Halbschwergewicht bis 81 kg  | -                    | -        | Enrico Kolling               | 12:9          | O. Hwosdyk      | 17:19         | ausgeschieden | ausgeschieden | ausgeschieden | ausgeschieden | 8    |
| Chouaib Bouloudinats   | Schwergewicht bis 91 kg      | Yamil Peralta Jara   | 5:13     | ausgeschieden                | ausgeschieden | ausgeschieden   | ausgeschieden | ausgeschieden | ausgeschieden | ausgeschieden | ausgeschieden | 32   |

### Fechten
| Athleten         | Wettbewerb     | 1. Runde       | 1. Runde | 2. Runde      | 2. Runde      | Achtelfinale  | Achtelfinale  | Viertelfinale | Viertelfinale | Halbfinale    | Halbfinale    | Finale        | Finale        | Rang |
| Athleten         | Wettbewerb     | Gegner         | Ergebnis | Gegner        | Ergebnis      | Gegner        | Ergebnis      | Gegner        | Ergebnis      | Gegner        | Ergebnis      | Gegner        | Ergebnis      | Rang |
| ---------------- | -------------- | -------------- | -------- | ------------- | ------------- | ------------- | ------------- | ------------- | ------------- | ------------- | ------------- | ------------- | ------------- | ---- |
| Frauen           |                |                |          |               |               |               |               |               |               |               |               |               |               |      |
| Anissa Khelfaoui | Florett Einzel | Olha Lelejko   | 4:15     | ausgeschieden | ausgeschieden | ausgeschieden | ausgeschieden | ausgeschieden | ausgeschieden | ausgeschieden | ausgeschieden | ausgeschieden | ausgeschieden | 64   |
| Lea Moutoussamy  | Säbel Einzel   | Sofja Welikaja | 6:15     | ausgeschieden | ausgeschieden | ausgeschieden | ausgeschieden | ausgeschieden | ausgeschieden | ausgeschieden | ausgeschieden | ausgeschieden | ausgeschieden | 64   |

### Gewichtheben
| Athleten     | Wettbewerb        | Reißen       | Reißen | Stoßen       | Stoßen | Zweikampf    | Zweikampf | Rang |
| Athleten     | Wettbewerb        | Gewicht (kg) | Rang   | Gewicht (kg) | Rang   | Gewicht (kg) | Rang      | Rang |
| ------------ | ----------------- | ------------ | ------ | ------------ | ------ | ------------ | --------- | ---- |
| Männer       |                   |              |        |              |        |              |           |      |
| Walid Bidani | Klasse bis 105 kg | 160          | 14     | 180          | 14     | 340          | 14        | 14   |

### Judo
| Frauen        |                   |               |             |               |               |               |               |               |               |               |               |               |               |               |               |    |
| Soraya Haddad | Klasse bis 52 kg  | Andreea Chițu | 000H - 100  | ausgeschieden | ausgeschieden | ausgeschieden | ausgeschieden | ausgeschieden | ausgeschieden | ausgeschieden | ausgeschieden | ausgeschieden | ausgeschieden | ausgeschieden | ausgeschieden | 17 |
| Sonia Asselah | Klasse über 78 kg | Karina Bryant | 0001 - 0100 | ausgeschieden | ausgeschieden | ausgeschieden | ausgeschieden | ausgeschieden | ausgeschieden | ausgeschieden | ausgeschieden | ausgeschieden | ausgeschieden | ausgeschieden | ausgeschieden | 17 |

### Leichtathletik
Laufen und Gehen 
| Athleten          | Wettbewerb       | Vorlauf      | Vorlauf | Halbfinale  | Halbfinale | Finale        | Finale        | Rang |
| Athleten          | Wettbewerb       | Zeit         | Rang    | Zeit        | Rang       | Zeit          | Rang          | Rang |
| ----------------- | ---------------- | ------------ | ------- | ----------- | ---------- | ------------- | ------------- | ---- |
| Frauen            |                  |              |         |             |            |               |               |      |
| Souad Aït Salem   | Marathon         | –            | –       | –           | –          | 2:31:15 h     | 37            | 37   |
| Männer            |                  |              |         |             |            |               |               |      |
| Taoufik Makhloufi | 800 m            | DNF          | DNF     | DNF         | DNF        | DNF           | DNF           | DNF  |
| Taoufik Makhloufi | 1500 m           | 3:35,15 min  | 1       | 3:42,24 min | 1          | 3:34,08 min   | 1             | Gold |
| Rabah Aboud       | 5000 m           | 13:28,38 min | 21      | –           | –          | ausgeschieden | ausgeschieden | 21   |
| Tayeb Filali      | Marathon         | –            | –       | –           | –          | DNF           | DNF           | DNF  |
| Mohamed Belabbas  | 3000 m Hindernis | 8:22,32 min  | 12      | –           | –          | ausgeschieden | ausgeschieden | 12   |

 Springen und Werfen 
| Athleten   | Wettbewerb | Qualifikation | Qualifikation | Finale        | Finale        | Rang |
| Athleten   | Wettbewerb | Weite/Höhe    | Rang          | Weite/Höhe    | Rang          | Rang |
| ---------- | ---------- | ------------- | ------------- | ------------- | ------------- | ---- |
| Männer     |            |               |               |               |               |      |
| Issam Nima | Dreisprung | 16,50 m       | 15            | ausgeschieden | ausgeschieden | 15   |

### Radsport

#### Straße
| Athleten       | Wettbewerb    | Zeit | Rang |
| -------------- | ------------- | ---- | ---- |
| Männer         |               |      |      |
| Azzedine Lagab | Straßenrennen | –    | DNF  |

### Ringen
| Athleten                         | Wettbewerb       | 1. Runde           | 1. Runde | Achtelfinale       | Achtelfinale  | Viertelfinale | Viertelfinale | Halbfinale    | Halbfinale    | Hoffnungsrunde Viertelfinale | Hoffnungsrunde Viertelfinale | Hoffnungsrunde Halbfinale | Hoffnungsrunde Halbfinale | Hoffnungsrunde Finale | Hoffnungsrunde Finale | Finale        | Finale        | Rang |
| Athleten                         | Wettbewerb       | Gegner             | Ergebnis | Gegner             | Ergebnis      | Gegner        | Ergebnis      | Gegner        | Ergebnis      | Gegner                       | Ergebnis                     | Gegner                    | Ergebnis                  | Gegner                | Ergebnis              | Gegner        | Ergebnis      | Rang |
| -------------------------------- | ---------------- | ------------------ | -------- | ------------------ | ------------- | ------------- | ------------- | ------------- | ------------- | ---------------------------- | ---------------------------- | ------------------------- | ------------------------- | --------------------- | --------------------- | ------------- | ------------- | ---- |
| griechisch-römischer Stil Männer |                  |                    |          |                    |               |               |               |               |               |                              |                              |                           |                           |                       |                       |               |               |      |
| Tarek Aziz Benaissa              | Klasse bis 60 kg | -                  | -        | Zaur Kuramagomedov | 0:3           | ausgeschieden | ausgeschieden | ausgeschieden | ausgeschieden | ausgeschieden                | ausgeschieden                | ausgeschieden             | ausgeschieden             | ausgeschieden         | ausgeschieden         | ausgeschieden | ausgeschieden | 15   |
| Mohammed Serir                   | Klasse bis 66 kg | Edgaras Venckaites | 1:3      | ausgeschieden      | ausgeschieden | ausgeschieden | ausgeschieden | ausgeschieden | ausgeschieden | ausgeschieden                | ausgeschieden                | ausgeschieden             | ausgeschieden             | ausgeschieden         | ausgeschieden         | ausgeschieden | ausgeschieden | 13   |
| Freistil Männer                  |                  |                    |          |                    |               |               |               |               |               |                              |                              |                           |                           |                       |                       |               |               |      |
| Mohamed Riad Louafi              | Klasse bis 84 kg | -                  | -        | Soslan Gattsiev    | 1:3           | ausgeschieden | ausgeschieden | ausgeschieden | ausgeschieden | ausgeschieden                | ausgeschieden                | ausgeschieden             | ausgeschieden             | ausgeschieden         | ausgeschieden         | ausgeschieden | ausgeschieden | 16   |

### Rudern
| Athleten    | Wettbewerb | Vorlauf     | Vorlauf | Hoffnungslauf | Hoffnungslauf | Viertelfinale | Viertelfinale | Halbfinale | Halbfinale | E-Finale    | E-Finale | Rang |
| Athleten    | Wettbewerb | Zeit        | Rang    | Zeit          | Rang          | Zeit          | Rang          | Zeit       | Rang       | Zeit        | Rang     | Rang |
| ----------- | ---------- | ----------- | ------- | ------------- | ------------- | ------------- | ------------- | ---------- | ---------- | ----------- | -------- | ---- |
| Frauen      |            |             |         |               |               |               |               |            |            |             |          |      |
| Amina Rouba | Einer      | 8:15,94 min | 25      | 8:12,83 min   | 4             | -             | -             | -          | -          | 8:42,23 min | 2        | 26   |

### Schießen
| Athleten    | Wettbewerb       | Qualifikation | Qualifikation | Finale        | Finale        | Ringe | Rang |
| Athleten    | Wettbewerb       | Ringe         | Rang          | Ringe         | Rang          | Ringe | Rang |
| ----------- | ---------------- | ------------- | ------------- | ------------- | ------------- | ----- | ---- |
| Männer      |                  |               |               |               |               |       |      |
| Fateh Ziadi | Luftpistole 10 m | 562           | 43            | ausgeschieden | ausgeschieden | 562   | 43   |

### Schwimmen
| Athleten     | Wettbewerb     | Vorlauf | Vorlauf | Halbfinale    | Halbfinale    | Finale        | Finale        | Rang |
| Athleten     | Wettbewerb     | Zeit    | Rang    | Zeit          | Rang          | Zeit          | Rang          | Rang |
| ------------ | -------------- | ------- | ------- | ------------- | ------------- | ------------- | ------------- | ---- |
| Männer       |                |         |         |               |               |               |               |      |
| Nabil Kebbab | 100 m Freistil | 50,37 s | 33      | ausgeschieden | ausgeschieden | ausgeschieden | ausgeschieden | 33   |

### Taekwondo
| Athleten         | Wettbewerb       | Achtelfinale | Achtelfinale | Viertelfinale | Viertelfinale | Halbfinale    | Halbfinale    | Hoffnungsrunde Halbfinale | Hoffnungsrunde Halbfinale | Hoffnungsrunde Finale | Hoffnungsrunde Finale | Finale        | Finale        | Rang |
| Athleten         | Wettbewerb       | Gegner       | Ergebnis     | Gegner        | Ergebnis      | Gegner        | Ergebnis      | Gegner                    | Ergebnis                  | Gegner                | Ergebnis              | Gegner        | Ergebnis      | Rang |
| ---------------- | ---------------- | ------------ | ------------ | ------------- | ------------- | ------------- | ------------- | ------------------------- | ------------------------- | --------------------- | --------------------- | ------------- | ------------- | ---- |
| Männer           |                  |              |              |               |               |               |               |                           |                           |                       |                       |               |               |      |
| Mokdad el-Yamine | Klasse bis 58 kg | O. Oviedo    | 1:8          | ausgeschieden | ausgeschieden | ausgeschieden | ausgeschieden | ausgeschieden             | ausgeschieden             | ausgeschieden         | ausgeschieden         | ausgeschieden | ausgeschieden | 11   |

### Volleyball
| Wettbewerb    | Frauen |
| ------------- | --- |
| Athleten      | Mouni Abderrahim Dallal Merwa Achour Tassadit Aissou Zohra Bensalem Safia Boukhima Salima Hammouche Amel Khamtache Silya Magnana Nawal Mansouri Aicha Mezemate Fatima Zahra Oukazi Lydia Oulmou |
| Trainer       | George Strumilo |
| Gruppenphase  | Japan (0:3) Großbritannien (2:3) Russland (0:3) Italien (0:3) Dominikanische Republik (0:3) |
| Viertelfinale | - |
| Halbfinale    | - |
| Finale        | - |